# Carebara winifredae
Carebara winifredae är en myrart som beskrevs av Wheeler 1922. Carebara winifredae ingår i släktet Carebara och familjen myror. Inga underarter finns listade.